# ジャック・キャノン
ジャック・Y・キャノン（英語: Jack Y Canon、1914年3月25日 - 1981年3月8日）は、アメリカ陸軍の軍人。

## 経歴
ドイツ系アメリカ人。オクラホマ大学で法律を専攻、卒業後ウェストポイント (ニューヨーク州)の陸軍士官学校で学んだ。第二次世界大戦でアメリカ陸軍第8軍に配属され、ガダルカナル島やボルネオ島などで従軍した。
1945年9月から1948年夏まで、連合国軍最高司令官総司令部（GHQ）に勤務。参謀第2部(G2)に所属、チャールズ・ウィロビー少将直轄の情報将校となり、在日本アメリカ情報機関の一部隊キャノン機関を率いて対敵スパイ工作の任にあたった。
鹿地事件の失敗により、1952年3月、資料を携えてアメリカ本国に帰国。憲兵隊などに勤務したのち、1961年退役した。射撃を好み、趣味とするにとどまらず、ダムダム弾を製造し親しくしていたテキサス・レンジャーに納入するほどであった。
1977年7月4日放送の『NHK特集』「アメリカ謀報機関員J・Yキャノンの証言」に出演した。
1981年、自宅のあるマッカレンの市民病院で脳腫瘍の診断を受けた後、帰宅し愛用の拳銃で自殺した。